# 川越線
川越線（日语：／ Kawagoe sen */?）是一條連接埼玉縣埼玉市大宮區大宮站和埼玉縣日高市高麗川站，屬於東日本旅客鐵道（JR東日本）的鐵路線（幹線）。

## 概要
全線根據旅客營業規則包括在大都市近郊區間的「東京近郊區間」與IC乘車卡「Suica」的首都圈地域內。

## 路線資料
- 管轄（事業類別）：東日本旅客鐵道（第一種鐵道事業者）
- 路段、路線距離（營業距離）：大宮站－高麗川站間 30.6公里
- 軌距：1067毫米
- 站數：11（包括起終點站）
  - 若只限屬於川越線的車站，排除屬於東北本線的大宮站與屬於八高線的高麗川站[1]則為9個。
- 複線路段：大宮－日進
  - 單線路段內可進行交會車站：西川越站與笠幡站外所有車站
- 電氣化路段：全線（直流電1500V）
- 閉塞方式：
  - 大宮站－川越站間 自動閉塞式
  - 川越站－高麗川站間 特殊自動閉塞式（軌道回路檢知式）
- 保安裝置：ATS-P
- 最高速度：
  - 大宮站－川越站間 95公里/小時
  - 川越站－高麗川站間 85公里/小時
- 運轉指令所（日语：運転指令所）：東京總合指令室
- 列車運行管理系統（日语：列車運行管理システム）：東京圈輸送管理系統（ATOS）：大宮站－武藏高萩站間

高麗川站附近的約1.6公里路段由八王子支社管轄，除此以外（即大宮－武藏高萩）為大宮支社管轄。

## 歷史
川越線是日本的修正鐵路鋪設法案附表第50號第4點（於1934年加入法案附表）中規定的預定路線，作為聯繫東北本線與八高線的捷徑（此前需利用中央本線聯繫）。1940年全線開業，結果令競爭者西武大宮線乘客數量大減，成為後者被廢除的原因之一。川越線當初計畫的走線穿越平方町（現稱上尾市），但因為遭到附近居民的反對，而採用現時的走線。
川越線隨著1985年埼京線的開業和與川越線開始直通運行而開始電氣化。埼京線當初預定在大宮站以北與高崎線進行直通運行，但因為未能找到適合的地方設置車廠，故JR東日本決定在南古谷站附近設立川越電車區（現稱川越車輛中心），並讓埼京線改與川越線直通運行。與埼京線直通運行後，川越線即從東京圈外圍運行的各站停車路線搖身一變成為通勤鐵路線。
雖然正常時川越至池袋的所需時間，比競爭者東武東上線所需時間要長。但平日早上繁忙時間運行的通勤快速班次，所需時間則能與東武東上線的通勤急行班次打成平手（但利用埼京線和川越線的成人車費較東武東上線貴140日圓）。
自埼京線的運轉區間向山手線區延長，前往新宿及以南車站的乘客不需在池袋站轉乘列車，讓埼京線的使用開始較東武東上線方便（乘搭兩線所需時間（連換乘列車的時間）一樣）。此後，隨著埼京線的運轉區間繼續向南擴張，利用川越線和埼京線從川越前往澀谷以後的車站的所需時間則較東武、西武兩條鐵路為短。在2002年及2019年，埼京線分別接通東京臨海高速鐵道臨海線及相鐵新橫濱線並開始相互直通運行。現時，從川越站開出的上行列車合共有三分二以臨海線的新木場站或相鐵線的海老名站作為終點站，餘下則以新宿、大崎等中途站為終點站。
隨著東京地下鐵副都心線於2008年6月14日開業，東武東上線與副都心線直通運行，此後乘客能使用東上線直接進入市中心，不須在澀谷站轉乘。這將會改變現時東上線與川越線和埼京線的競爭關係。
- 1940年（昭和15年）7月22日－川越線全線開業。
- 1985年（昭和60年）9月30日－全線電氣化，並在大宮站與日進站間鋪設複線。同年大宮至川越部分開始與埼京線進行直通運轉。
- 1987年（昭和62年）4月1日－日本國有鐵道私營化，川越線由東日本旅客鐵道（JR東日本）繼承。同年廢除此線的貨運班次。
- 1996年（平成8年）3月16日－川越至高麗川部分開始與八高線（高麗川至八王子）進行直通運轉。
- 2002年（平成14年）12月1日－大宮至川越部分連同埼京線與東京臨海高速鐵道臨海線開始相互直通運轉。
- 2005年（平成17年）8月6日－大宮至武藏高萩的路線引進東京圈輸送管理系統（ATOS）。
- 2005年（平成17年）10月2日－川越線最後一列103系列車──103系3000番台ハエ53編成，以川越線電氣化20週年紀念列車結束103系在川越線的運作。該紀念列車按照一般路線來運作。
- 2008年（平成20年）3月1日－除了川越站外，川越線日進至武藏高萩之間有派駐站員的車站由宇都宮規劃開發的員工擔任站員。
- 2009年（平成21年）3月14日 －西大宮站啟用[3]。
- 2019年（令和元年）11月30日－大宮至川越部分連同埼京線與相鐵新橫濱線及相鐵本線開始相互直通運轉。

## 運作模式

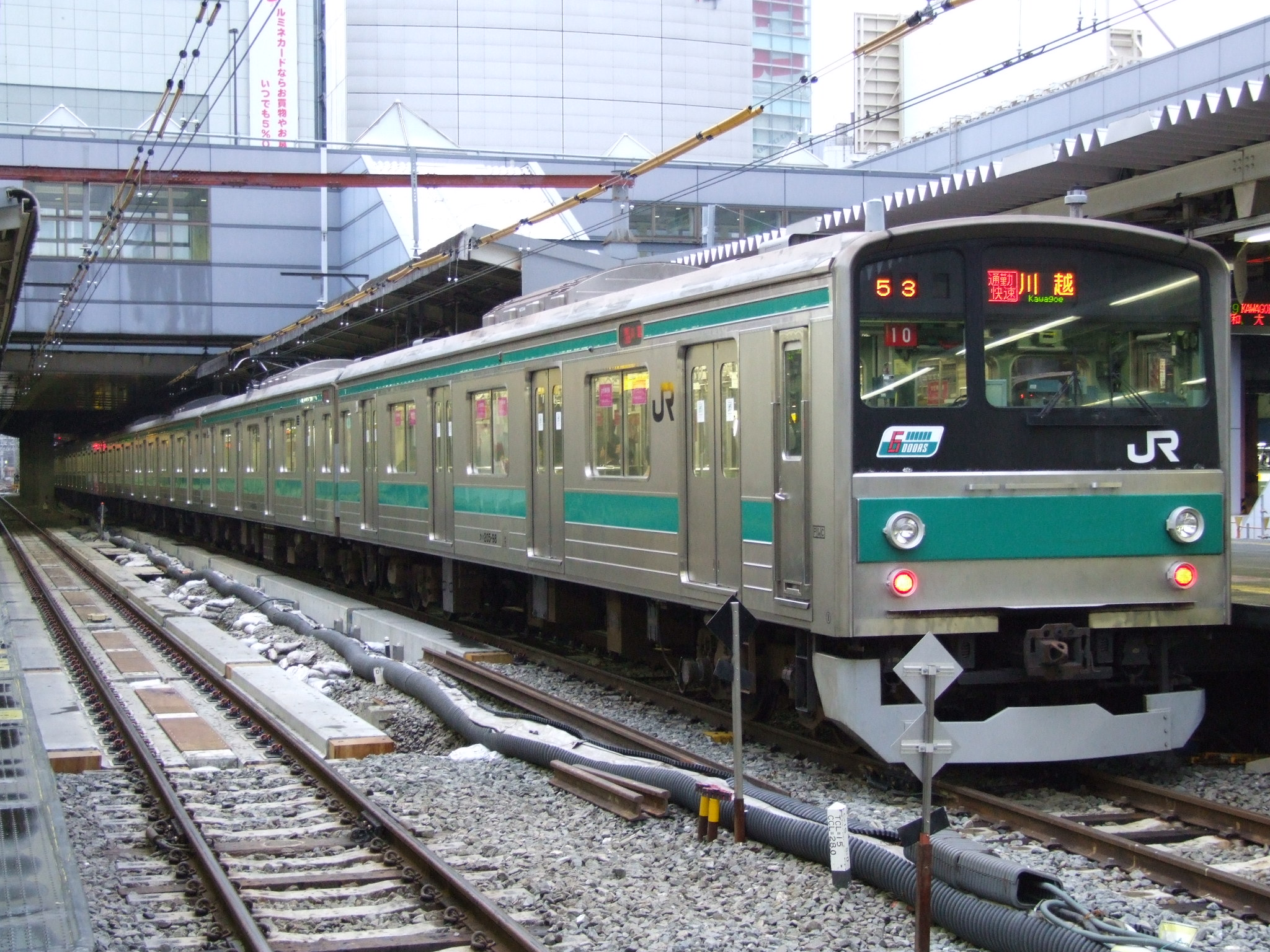
與埼京線直通運行的班次使用的205系

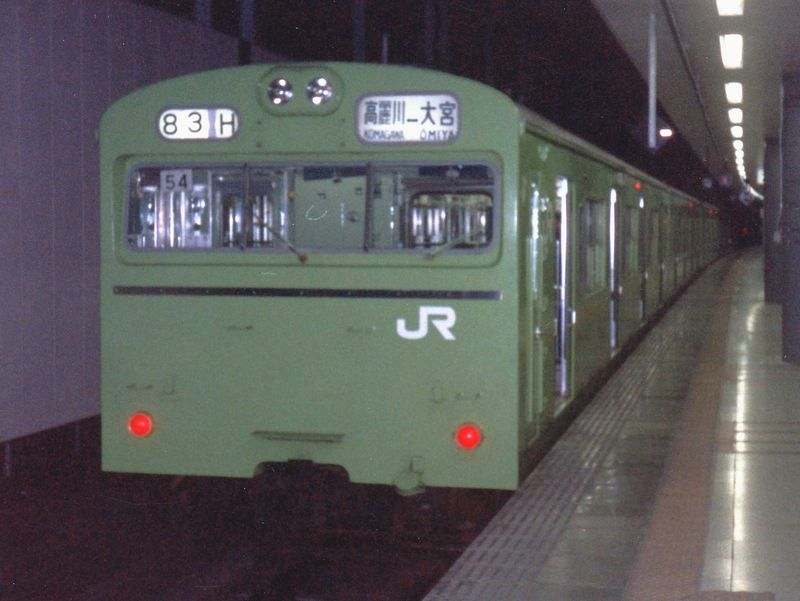
在1989年3月前運作的大宮站至高麗川站的列車

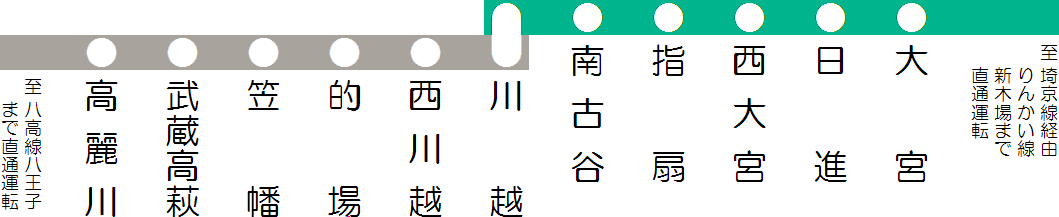
路線圖

此線的運作分為兩個部分：川越站以東至大宮站的部分與埼京線連接，並與埼京線直通運行，川越站以西至高麗川站的部分則有線內運行列車和與八高線直通運行的班次。在統稱為川越線以前，川越站與高麗川站之間的路線曾以「高麗川線」命名。在通用的路線圖中，大宮站至川越站的部分被併入埼京線，稱為「埼京線、川越線」；川越站至高麗川站的部分則與八高線的高麗川至八王子部分合併，稱為「川越線、八高線」。如果直通運行的路線出現重大延誤事故，直通運行的班次則會改為只在線內運行。
在1985年川越線電氣化前，川越線是使用柴油動車來往大宮站及八高線東飯能站。電氣化後至1989年3月，曾出現大宮站直達高麗川站的川越線列車。此後川越線再沒有全線運作的列車。

### 大宮－川越
這部分事實上是埼京線的延線。所有按編訂班次運作的川越線列車均與埼京線、相鐵線及臨海線直通運轉的列車，最遠可分別達相鐵海老名站及臨海線的新木場站。無論是快速或是通勤快速列車，在川越線內都是各站停車。從臨海線新木場站及相鐵線海老名站出發的快速列車均為每20分鐘開出一班，到川越站後則能接駁往高麗川站方向的列車（候車時間約3分鐘）。
1985年至1989年間，曾出現一列3輛編組來往大宮站和高麗川站的列車。埼京線的快速電車從30分鐘一班增加為20分鐘一班，川越站至高麗川站的列車也一起將班次增加成20分鐘一班（原為20分鐘、40分鐘的間隔），縮短了川越站與高麗川站間的距離。直通運轉列車停駛後，為了統一班次密度，JR東日本增加了來往川越站與高麗川站之間的列車。
基本上列車都是從川越車輛中心駛往川越站，並在川越站開出。在清晨和早晚的繁忙時間則有部分列車在指扇站開出。
使用的車輛（205系、70-000系）的路線牌交替地顯示列車的終點站和行駛路線。但在行走川越線的部分時，路線牌不會顯示為「川越線」：不駛經臨海線及相鐵線的列車（包含受到延誤影響改為來往大宮站與川越站的列車）的路線名會顯示為「埼京線」，而駛經臨海線及相鐵線的列車的路線名分別會顯示為「臨海線直通」及「相鐵線直通」。
- 列車編號：各站停車－K 快速－F 通勤快速－S

### 川越－高麗川
川越站至高麗川站的部分則與八高線的高麗川站至八王子站部分合併成一個運轉系統。半數列車與八高線進行相互直通運轉，其於半數列車則自高麗川站開出。基本上列車都是從川越車輛中心開往川越站再開出，早上的部分列車則會在南古谷站出發。在八高線電氣化後並開始與八高線進行相互直通運轉的時候，一部分列車會在拜島站後經青梅線前往立川站，這條路線後來於1999年12月3日被廢除。
全日的列車班次為20分鐘一班。前往大宮站與川越站之間的車站須在川越站轉乘列車（為跨月台轉乘方式，候車時間約為3分鐘）。
開始的時候，設有限制在夏季和冬季使用的車門開關按鈕，以防止冷/暖氣流出車廂。2006年12月1日，車門開關改為全年開放使用。
列車編號最後的英文字是H（八高線內往川越方向的列車編號是｛川越線列車編號+1｝，往八王子方向的列車編號則是｛川越線列車編號-1｝，最後的英文字則是E）。

## 使用列車
除了屬於東京臨海高速鐵道的70-000系外，其他列車均屬於川越車輛中心。大宮至川越之間使用埼京線、東京臨海高速鐵道臨海線及相模鐵路的列車，川越（或南古谷）與高麗川之間使用八高線的列車。
- 大宮－川越（埼京線、東京臨海高速鐵道臨海線及相鐵直通線直通運轉部分）：10輛編成
  - E233系7000番台（2013年6月10日-）
  - 東京臨海高速鐵道70-000系
- （南古谷－）川越－高麗川（八高線直通運轉部分）：4輛編成
  - 205系3000番台（山手線退役車）
  - 209系3000番台
  - 209系3100番台（70-000系的改造車）
  - 209系3500番台（原中央、總武線209系500番台改造車）
  - E231系3000番台（原中央、總武線E231系0番台改造車）

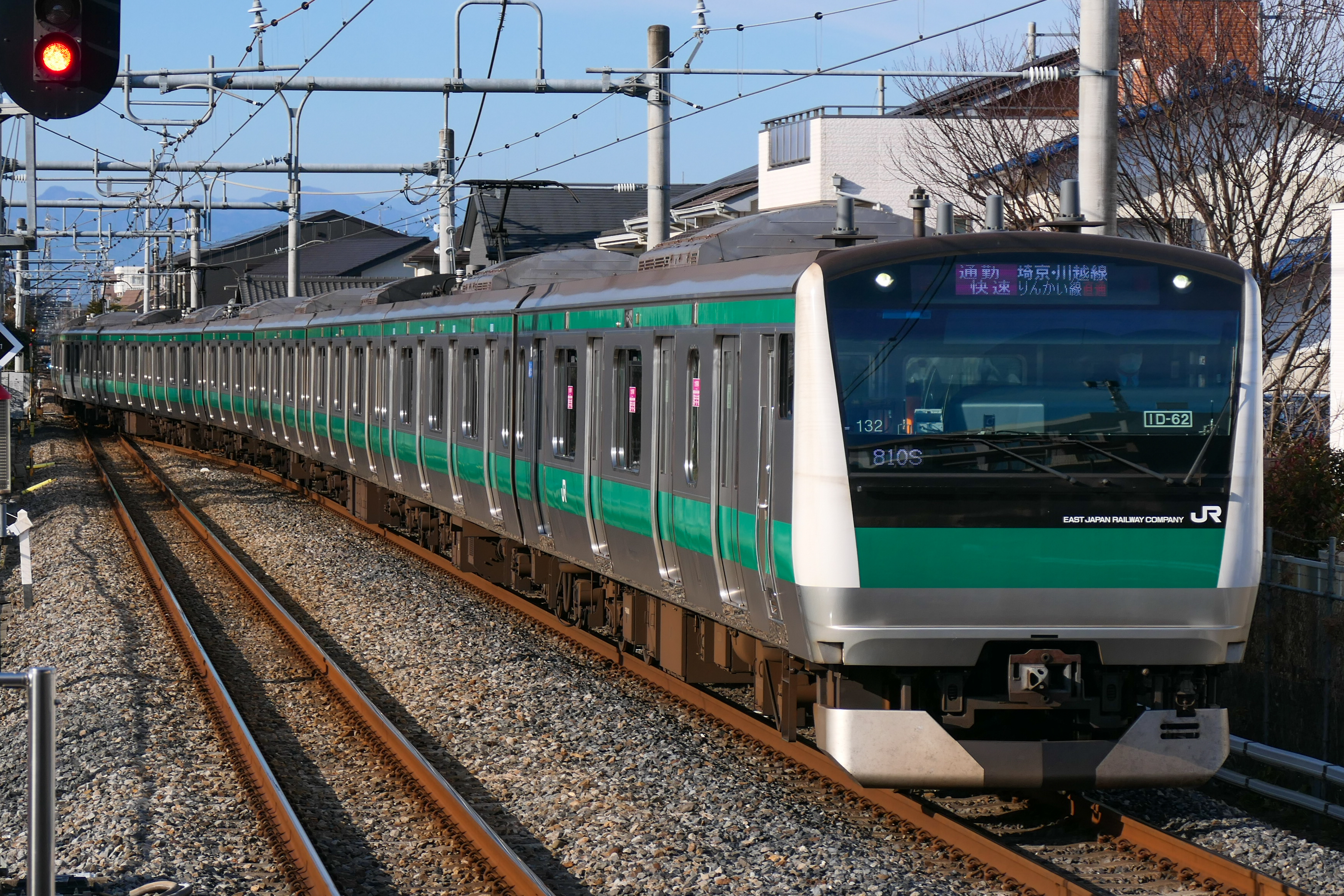
E233系7000番台（2022年1月27日）
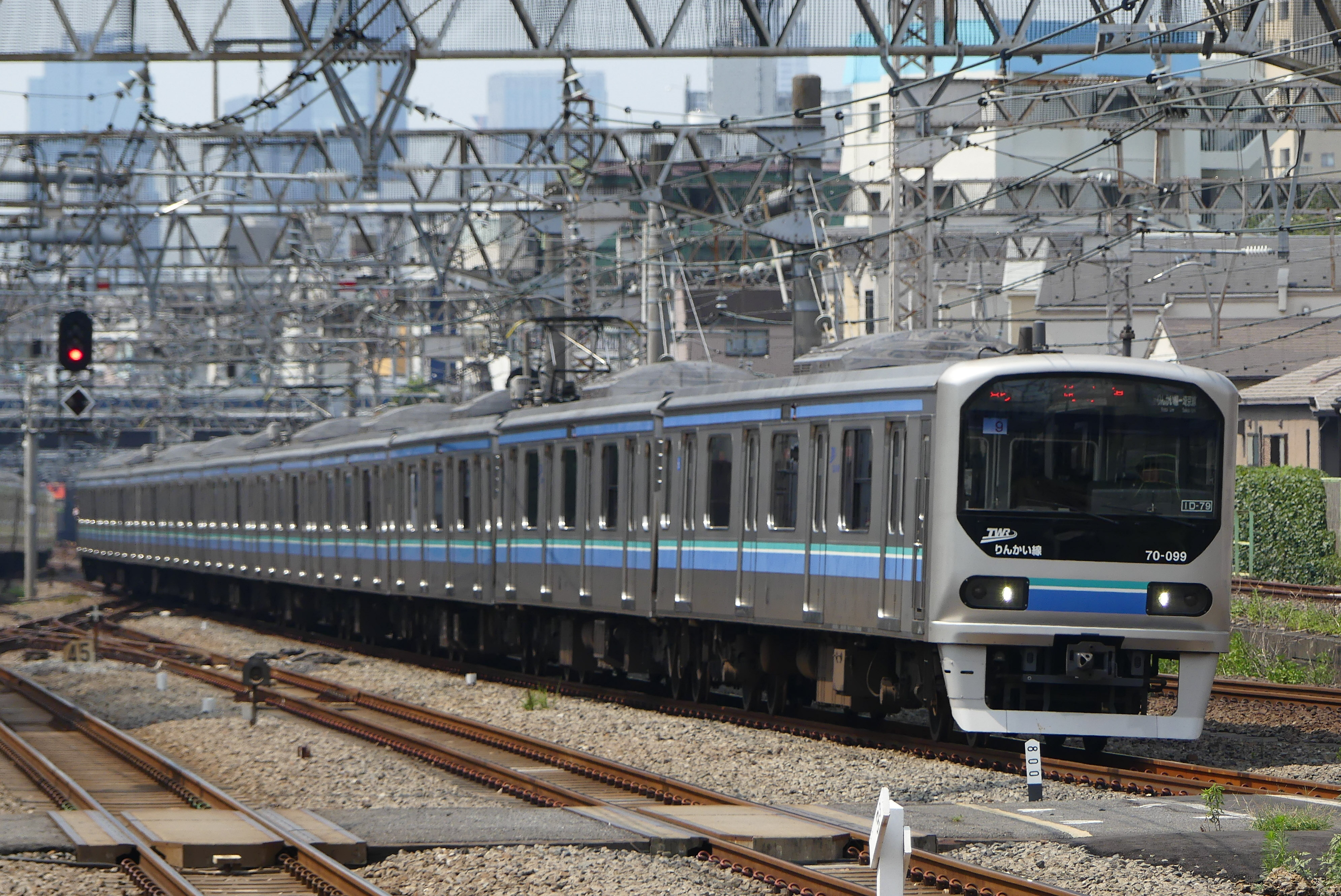
東京臨海高速鉄道70-000形（2018年8月3日）
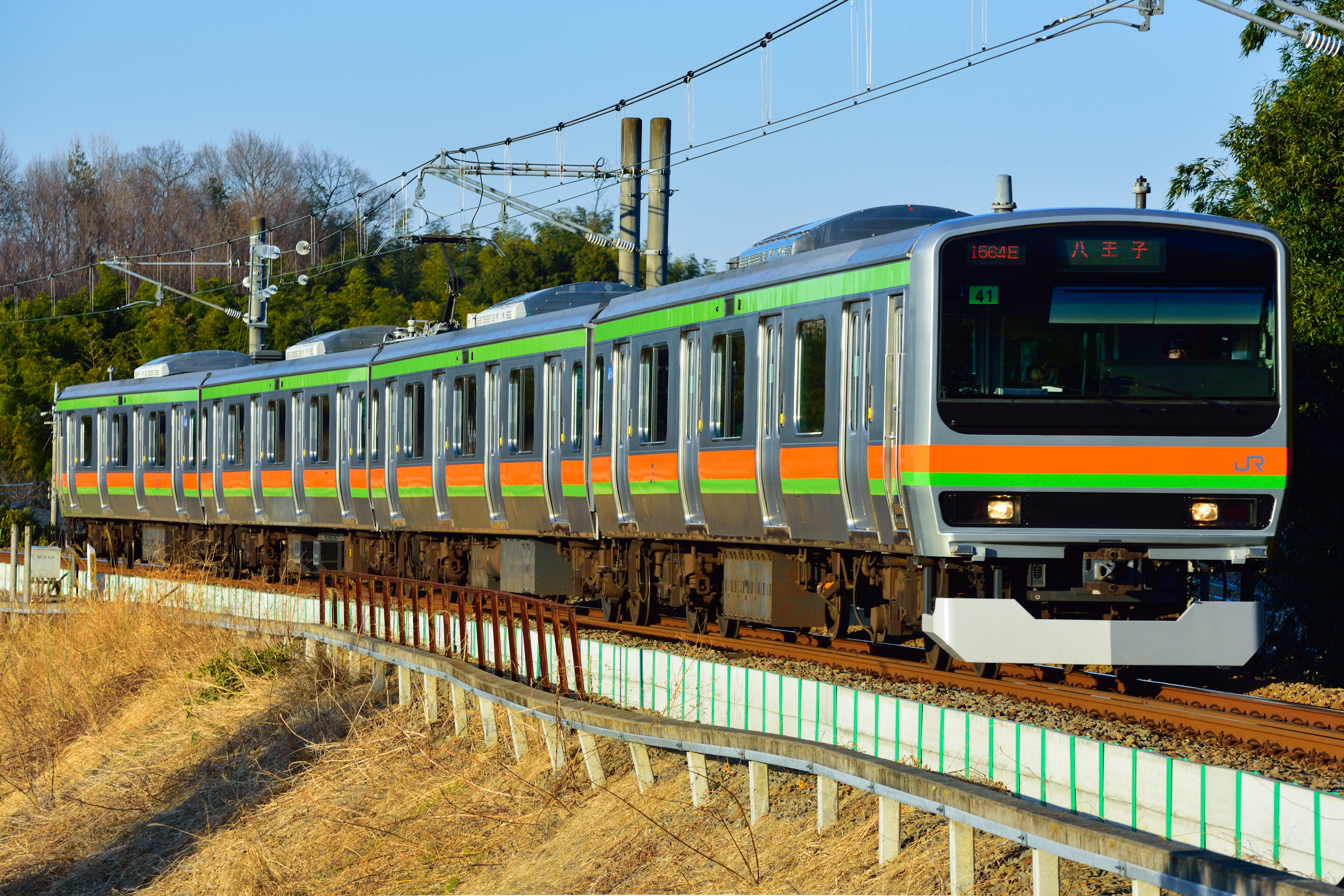
E231系3000番台
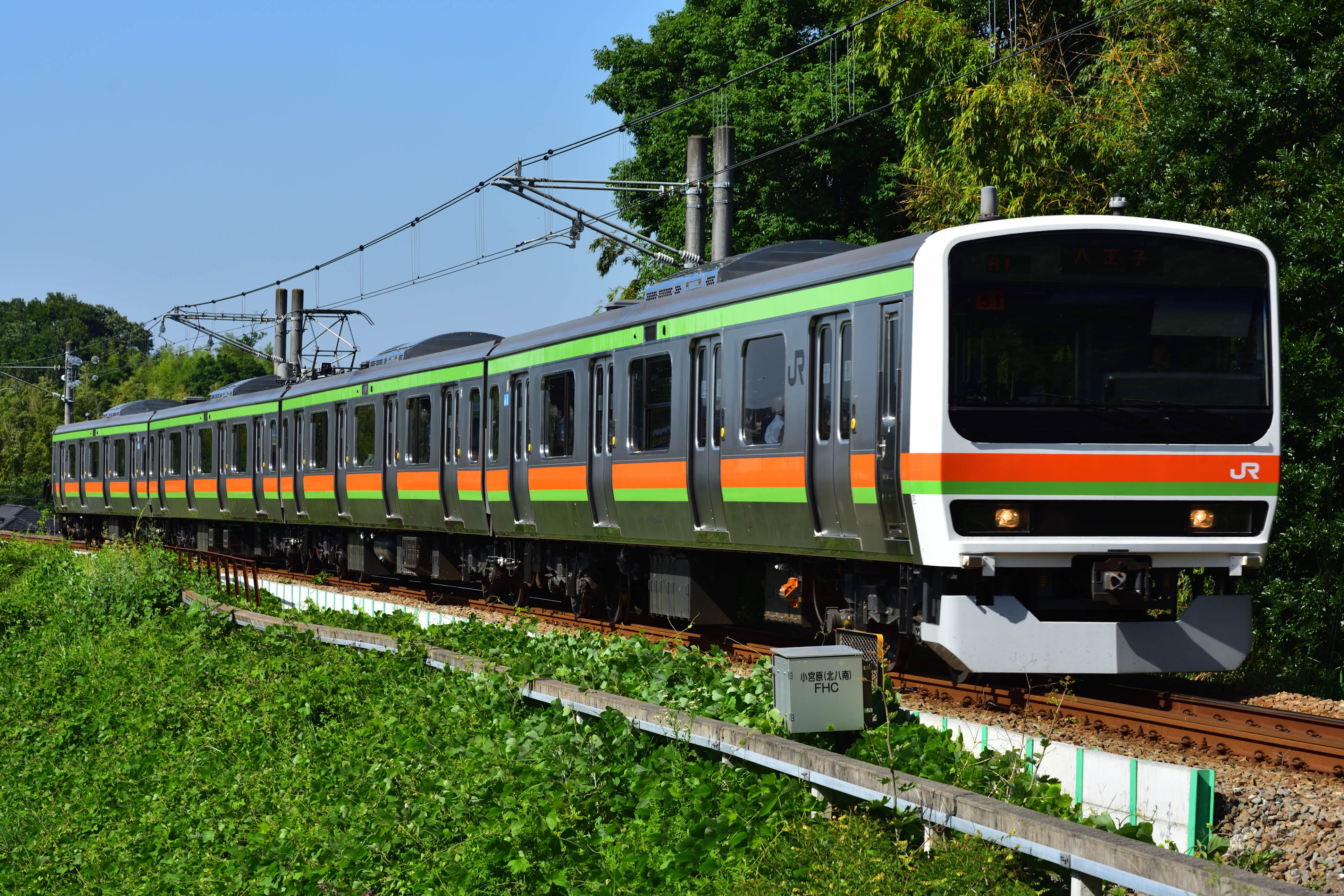
209系3500番台

### 過去使用的列車
- 9600型蒸氣機車（-1969年9月）
- キハ35系柴油動車組（-1985年9月）
- 103系3000番台（-2005年10月：原定10月2日最後一列列車退役，但因為有列車發生故障而需繼續服務12日）
- 103系3500番台（-2005年3月）
- 205系0番台

在起點站附近的大宮工場（現為大宮總合車輛中心），キハ81系和キハ391系剛完成建造後均進入此線試車。

## 女性專用車輛
女性專用車輛的措施適用於平日早上7時30分至9時30分間抵達新宿站的往大崎方向的所有列車，及晚上11時以後自新宿站開出的往大宮、川越方向的所有列車。女性專用車輛設於往大崎方向的第一個車廂，即10號車廂。

## 車站列表
- 所有車站均位於埼玉縣
- 列車交會——∥：雙線路段，◇、∨、∧：設有列車待避線，｜：不設列車待避線

### 大宮 - 川越
- 線內包括快速、通勤快速所有定期列車停靠所有車站。

| 中文站名 | 日文站名 | 英文站名 | 站間營業距離 | 累計營業距離 | 累計營業距離  | 接續路線、備註 | 軌道 | 所在地 | 所在地 |
| -------- | -------- | -------- | ------------ | ------------ | ------------- | --- | ---- | ------ | ------ |
| 大宮     |          |          | -            | 大宮起計 0.0 | 大崎起計 36.9 | 東日本旅客鐵道： 埼京線（直通運行）（JA26）、 東北新幹線、山形新幹線、秋田新幹線、上越新幹線、北陸新幹線、 京濱東北線（JK47）、 宇都宮線（東北本線）、 高崎線（JU07）、 湘南新宿線（JS24） 東武鐵道： 野田線（東武都市公園線）（TD-01） 埼玉新都市交通：伊奈線（New Shuttle） | ∥    | 埼玉市 | 大宮區 |
| 日進     |          |          | 3.7          | 3.7          | 40.6          | | ∨    | 埼玉市 | 北區   |
| 西大宮   |          |          | 2.6          | 6.3          | 43.2          | | ◇    | 埼玉市 | 西區   |
| 指扇     |          |          | 1.4          | 7.7          | 44.6          | | ◇    | 埼玉市 | 西區   |
| 南古谷   |          |          | 4.7          | 12.4         | 49.3          | | ◇    | 川越市 | 川越市 |
| 川越     |          |          | 3.7          | 16.1         | 53.0          | 東日本旅客鐵道：川越線（高麗川方向） 東武鐵道： 東上本線（TJ-21） 西武鐵道： 新宿線 …本川越（SS29） | ◇    | 川越市 | 川越市 |

### 川越 - 高麗川
所有列車各站停車。
| 中文站名 | 日文站名 | 英文站名 | 站間營業距離 | 累計營業距離  | 累計營業距離    | 接續路線、備註                                                                                    | 軌道 | 所在地 | 所在地 |
| -------- | -------- | -------- | ------------ | ------------- | --------------- | ------------------------------------------------------------------------------------------------- | ---- | ------ | ------ |
| 川越     |          |          | 3.7          | 大宮起計 16.1 | 八王子起計 45.6 | 東日本旅客鐵道：川越線（大宮方向） 東武鐵道： 東上本線（TJ-21） 西武鐵道： 新宿線 …本川越（SS29） | ◇    | 川越市 | 川越市 |
| 西川越   |          |          | 2.6          | 18.7          | 43.0            |                                                                                                   | ｜   | 川越市 | 川越市 |
| 的場     |          |          | 2.2          | 20.9          | 40.8            |                                                                                                   | ◇    | 川越市 | 川越市 |
| 笠幡     |          |          | 2.9          | 23.8          | 37.9            |                                                                                                   | ｜   | 川越市 | 川越市 |
| 武藏高萩 |          |          | 3.2          | 27.0          | 34.7            |                                                                                                   | ◇    | 日高市 | 日高市 |
| 高麗川   |          |          | 3.6          | 30.6          | 31.1            | 東日本旅客鐵道：八高線（直通運行）                                                                | ◇    | 日高市 | 日高市 |

## 關連項目
- 日本鐵路運輸
- 日本鐵路線列表
- 八高線
- 西武大宮線（日语：西武大宮線）－受川越線開業影響而停業的鐵路路線